# Country Favorites-Willie Nelson Style
Country Favorites-Willie Nelson Style es el cuarto álbum de estudio del músico estadounidense Willie Nelson publicado por la compañía discográfica RCA Records en 1966. El álbum fue grabado con el grupo de Ernest Tubb y el violinista Wade Ray junto a músicos de sesión como Jimmy Wilkerson y Hargus "Pig" Robbins. En 1970, RCA publicó una versión abreviada del álbum con el título de Columbus Stockade Blues en el sello RCA Camden. El álbum llegó al noveno puesto en la lista Hot Country Albums de Billboard.

## Lista de canciones
1. "Columbus Stockade Blues" – (Tradicional) – 1:58
2. "Seasons of My Heart" – (George Jones, Darrell Edwards) – 2:44
3. "I'd Trade All of My Tomorrows (For Just One Yesterday)" – (Jenny Lou Carson) – 2:24
4. "My Window Faces the South" (Mitchell Parish, Abner Silver) – 1:42
5. "Go on Home" – (Hank Cochran) – 2:14
6. "Fraulein" – (Lawton Williams) – 2:56
7. "San Antonio Rose" – (Bob Wills) – 2:07
8. "I Love You Because" (Leon Payne) – 2:58
9. "Don't You Ever Get Tired (Of Hurting Me)" – (Hank Cochran) – 3:00
10. "Home in San Antone" – (Fred Rose) – 1:40
11. "Heartaches by the Number" – (Harlan Howard) – 2:19
12. "Making Believe" – (Jimmy Work) – 2:53

## Personal
- Willie Nelson – guitarra acústica y voz.
- Buddy Charlton – pedal steel guitar.
- Jack Drake – bajo.
- Jack Greene – batería.
- Wade Ray – violín.
- Leon Rhodes – guitarra.
- Hargus Robbins – piano.
- Cal Smith – guitarra rítmica.
- James Wilkerson – bajo y vibráfono.

## Posición en listas
| País           | Lista              | Posición |
| -------------- | ------------------ | -------- |
| Estados Unidos | Top Country Albums | 9        |